# Charm School con Ricki Lake
Charm School con Ricki Lake es la tercera temporada de realities en VH1 "Charm School".Catorce concursantes de Rock of love with Bret Michaels (Temporada 3) y Real Chance of Love deben cambiar y sr mejores personas para los demás y ellas misamas. Charm School.Ricki Lake es la directora de Charm School, y tiene de ayuda a Alani "La La" Vázquez and Stryker. Ebony Jones (Risky) fue nombrada como la Reaina y ganadora de Charm School y fue premiada con $ 100,100. 

## Contestants
| Nombre Real                 | Eliminada   | Show                |
| --------------------------- | ----------- | ------------------- |
| Risky (Ebony Jones)         | Ganadora    | Real Chance of Love |
| Ashley                      | Episodio 11 | Rock of Love Bus    |
| Marcia                      | Episodio 11 | Rock of Love Bus    |
| Brittanya O'Campo           | Episodio 9  | Rock of Love Bus    |
| Bubbles (Bianca Sloof)      | Episodio 8  | Real Chance of Love |
| Bay Bay Bay (Konanga Tyson) | Episodio 7  | Real Chance of Love |
| K.O. (Roxanne Gallegos)     | Episodio 6  | Real Chance of Love |
| Natasha McCollum            | Episodio 5  | Rock of Love Bus    |
| Brittaney Starr             | Episodio 4  | Rock of Love Bus    |
| Farrah Sinclair             | Episodio 3  | Rock of Love Bus    |
| So Hood (Judith Scullark)   | Episodio 3  | Real Chance of Love |
| Ki Ki (Lakia Bailey)        | Episodio 2  | Real Chance of Love |
| Gia Lynn                    | Episodio 1  | Rock of Love Bus    |
| Beverly Palmer              | Episodio 1  | Rock of Love Bus    |

## Episodios
| #  | Participante | Episodio  | Episodio  | Episodio  | Episodio  | Episodio  | Episodio  | Episodio | Episodio  | Episodio  | Episodio  | Episodio |
| #  | Participante | 1         | 2         | 3         | 4         | 5         | 6         | 7        | 8         | 9         | 11        |          |
| -- | ------------ | --------- | --------- | --------- | --------- | --------- | --------- | -------- | --------- | --------- | --------- | -------- |
| 1  | Risky        | Victoria  | Segura    | Segura    | Segura    | Segura    | En riesgo | Segura   | Segura    | En riesgo | Ganadora  |          |
| 2  | Marcia       | Segura    | En riesgo | Segura    | En riesgo | Victoria  | En riesgo | Segura   | Victoria  | En riesgo | Finalista |          |
| 3  | Ashley       | En riesgo | En riesgo | Segura    | En riesgo | En riesgo | Segura    | Segura   | En riesgo | En riesgo | Finalista |          |
| 4  | Brittanya    | Segura    | Segura    | En riesgo | Victoria  | Victoria  | Segura    | Segura   | En riesgo | Expulsada |           |          |
| 5  | Bubbles      | Victoria  | Victoria  | En riesgo | Segura    | En riesgo | Segura    | Segura   | Expulsada |           |           |          |
| 6  | Bay Bay Bay  | Victoria  | Victoria  | Victoria  | Segura    | Victoria  | Segura    | Renunció |           |           |           |          |
| 7  | K.O.         | Victoria  | Segura    | Segura    | Victoria  | Victoria  | Renunció  | Regresó  |           |           |           |          |
| 8  | Natasha      | Victoria  | Victoria  | Segura    | Victoria  | Expulsada |           |          |           |           |           |          |
| 9  | Brittaney    | En riesgo | Segura    | En riesgo | Expulsada |           |           |          |           |           |           |          |
| 10 | Farrah       | Victoria  | Victoria  | Renunció  |           |           |           |          |           |           |           |          |
| 11 | So Hood      | Segura    | Segura    | Renunció  |           |           |           |          |           |           |           |          |
| 12 | Ki Ki        | Segura    | Expulsada |           |           |           |           | Regresó  |           |           |           |          |
| 13 | Gia          | Expulsada |           |           |           |           |           |          |           |           |           |          |
| 14 | Beverly      | Expulsada |           |           |           |           |           |          |           |           |           |          |